# CVアルメリア

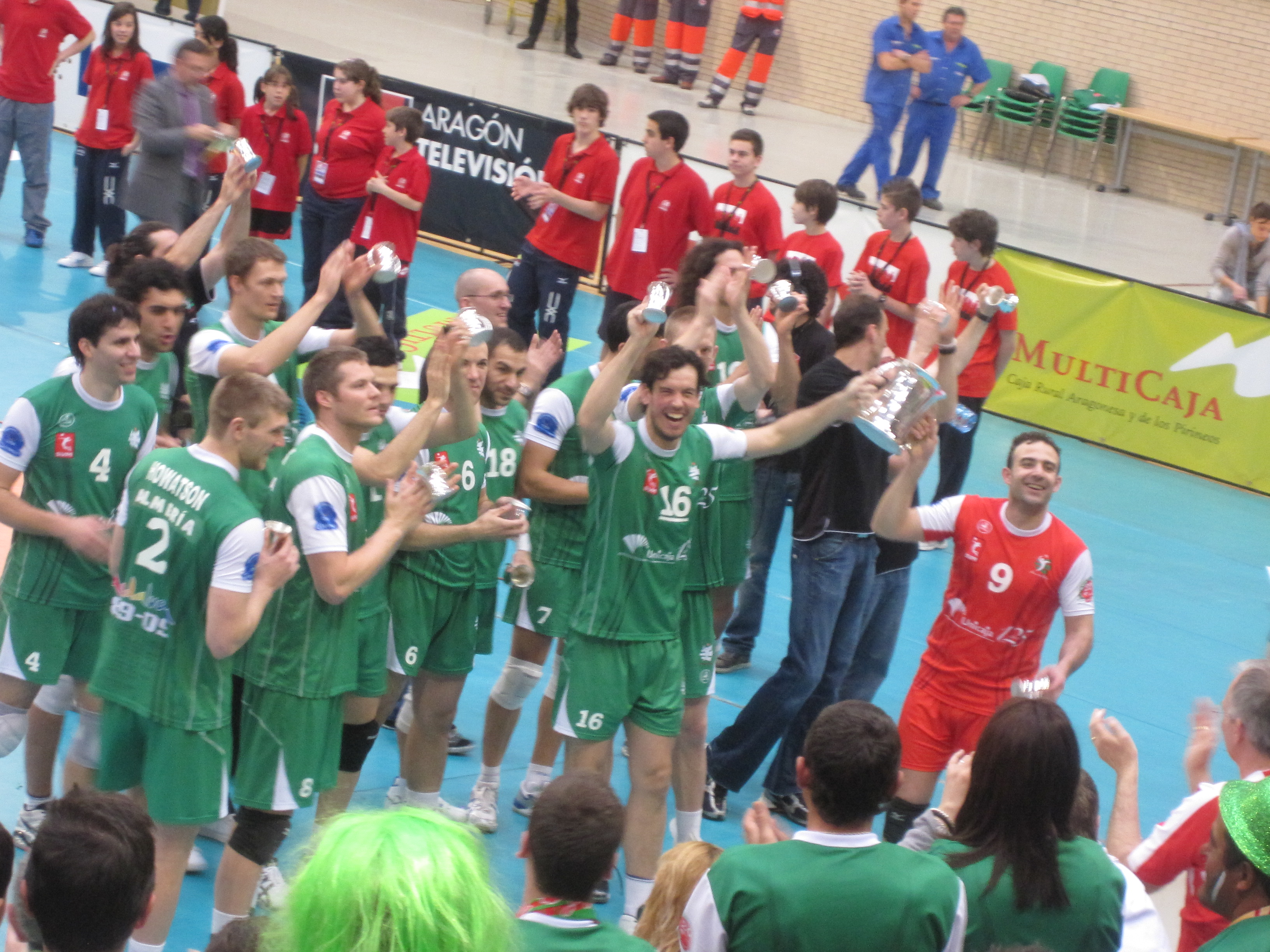
2010年スペインカップ（国王杯）優勝のアルメリア

CVアルメリア（Club Voleibol Almería）は、スペイン・アルメリアを本拠地とする男子バレーボールクラブ。総称はウニカハ･アルメリア（Unicaja Almería）。

## 歴史
1986年、CVアルメリア創設。1997年にリーグ初優勝を飾る。翌1998年欧州チャンピオンズリーグではイタリアのリーグチャンピオン・モデナに敗れはしたものの、初のファイナル進出を果たし、スペインの強豪クラブとして知られるようになった。2000年から2005年にかけてリーグ6連覇を達成した。

## 主な成績
スペインリーグ（9）
- 優勝：1997、1998、2000、2001、2002、2003、2004、2005、2013

 コパ・デル・レイ（9）
- 優勝：1995、1998、1999、2000、2002、2007、2009、2010、2014

 欧州チャンピオンズリーグ
- 準優勝：1998

## 歴代所属選手
- ラファエル・パスカル
- イスラエル・ロドリゲス
- ボヤン・ヤニッチ
- ダニエレ・デジデリオ
- 柴田恭平

## ユニフォーム
ホーム
- メインカラーのグリーン。シャツネームと背番号はホワイト。

アウェイ
- サブカラーのレッド。シャツネームと背番号はホワイト。

リベロ
- 反対色を着用。